# Хирокития (окръг Ларнака)
Хирокитѝя (на гръцки: Χοιροκοιτία) е село в Кипър, окръг Ларнака. Според статистическата служба на Република Кипър през 2001 г. селото има 508 жители.
Намира се на 2 km северно от Тохни и е до неолитното селище Хирокития.